# Stadio Domenico Francioni
Stadio Domenico Francioni – wielofunkcyjny stadion w Latinie, we Włoszech. Został otwarty w 1935 roku. Może pomieścić 8000 widzów. Swoje spotkania rozgrywają na nim piłkarze klubu US Latina Calcio.